# Patric Niederhauser
Pour les articles homonymes, voir Niederhauser.
 (avril 2024).
La mise en forme du texte ne suit pas les recommandations de Wikipédia : il faut le « wikifier ».
Les points d'amélioration suivants sont les cas les plus fréquents :
- Les titres sont pré-formatés par le logiciel. Ils ne sont ni en capitales, ni en gras.
- Le texte ne doit pas être écrit en capitales (les noms de famille non plus), ni en gras, ni en italique, ni en « petit »…
- Le gras n'est utilisé que pour surligner le titre de l'article dans l'introduction, une seule fois.
- L'italique est rarement utilisé : mots en langue étrangère, titres d'œuvres, noms de bateaux, etc.
- Les citations ne sont pas en italique mais en corps de texte normal. Elles sont entourées par des guillemets français : « et ».
- Les listes à puces sont à éviter, des paragraphes rédigés étant largement préférés. Les tableaux sont à réserver à la présentation de données structurées (résultats, etc.).
- Les appels de note de bas de page (petits chiffres en exposant, introduits par l'outil «  Source ») sont à placer entre la fin de phrase et le point final[comme ça].
- Les liens internes (vers d'autres articles de Wikipédia) sont à choisir avec parcimonie. Créez des liens vers des articles approfondissant le sujet. Les termes génériques sans rapport avec le sujet sont à éviter, ainsi que les répétitions de liens vers un même terme.
- Les liens externes sont à placer uniquement dans une section « Liens externes », à la fin de l'article. Ces liens sont à choisir avec parcimonie suivant les règles définies. Si un lien sert de source à l'article, son insertion dans le texte est à faire par les notes de bas de page.
- La présentation des références doit suivre les conventions bibliographiques. Il est recommandé d'utiliser les modèles {{Ouvrage}}, {{Chapitre}}, {{Article}}, {{Lien web}} et/ou {{Bibliographie}}. Le mode d'édition visuel peut mettre en forme automatiquement les références.
- Insérer une infobox (cadre d'informations à droite) n'est pas obligatoire pour parachever la mise en page.

Pour une aide détaillée, merci de consulter Aide:Wikification.
Si vous pensez que ces points ont été résolus, vous pouvez retirer ce bandeau et améliorer la mise en forme d'un autre article.
Patric Niederhauser est un pilote automobile suisse qui participe à différents championnats d'endurance automobile. Il est le vainqueur de l'ADAC GT Master 2019.

## Carrière

### Karting
Niederhauser a commencé le karting en 2006 et a couru principalement en Suisse. Il a gravi les échelons depuis les rangs juniors jusqu'à la catégorie KF2 en 2009, où il a terminé vice-champion de Suisse de karting.

### Formula Abarth
En 2010, Niederhauser passe aux monoplaces, en participant à la toute nouvelle série Formula Abarth en Italie pour Jenzer Motorsport. Il termine deuxième de la catégorie.
Niederhauser reste en Formule Abarth pour une deuxième saison en 2011, lorsque la série se divise en série européenne et série italienne. Il s'octroie le titre de la série italienne avec son coéquipier (jusqu'à la manche de Spa) Sergey Sirotkin, en remportant six victoires en quatorze courses. En série européenne, le pilote suisse termine deuxième avec cinq victoires, 37 points derrière Sirotkin.

### Formule Renault
En 2010, Niederhauser participe également à une seule manche du championnat européen de Formule Renault 2.0 Middle à Dijon, terminant sur le podium dans les deux courses.

### Pilote d'usine Audi
À partir de 2020, il est pilote officiel de la marque Audi et court aux côtés de Kelvin van der Linde. Parallèlement à ses fonctions de pilote d'usine, Niederhauser rejoint l'équipe client Saintéloc Racing pour la saison 2023 du GT World Challenge Europe. Il rejoint ses collègues pilotes d'usine Simon Gachet et Christopher Mies pour un engagement Pro dans la Coupe d'Endurance, et ajoute aussi une campagne de Coupe Sprint aux côtés d'Erwan Bastard.

## Résultats
| saison | catégorie                                      | écurie                                 | Courses | Victoires | Poles | F/Laps | Podiums | Points | classement |
| ------ | ---------------------------------------------- | -------------------------------------- | ------- | --------- | ----- | ------ | ------- | ------ | ---------- |
| 2010   | Formula Abarth                                 | Jenzer Motorsport                      | 14      | 1         | 1     | 1      | 6       | 106    | 2e         |
| 2010   | Formula Renault 2.0 MEC                        | Jenzer Motorsport                      | 2       | 0         | 0     | 0      | 2       | N/A    | NC†        |
| 2011   | Formula Abarth Italian Series                  | Jenzer Motorsport                      | 14      | 6         | 2     | 6      | 8       | 149    | 1er        |
| 2011   | Formula Abarth European Series                 | Jenzer Motorsport                      | 14      | 5         | 1     | 6      | 9       | 138    | 2e         |
| 2012   | GP3 Series                                     | Jenzer Motorsport                      | 16      | 2         | 0     | 1      | 4       | 101    | 7e         |
| 2012   | Italian Formula 3 European Series              | BVM                                    | 9       | 1         | 0     | 1      | 2       | 48     | 11e        |
| 2012   | Italian Formula 3 European Series              | BVM                                    | 3       | 0         | 0     | 0      | 0       | 10     | 13e        |
| 2013   | GP3 Series                                     | Jenzer Motorsport                      | 16      | 0         | 0     | 0      | 2       | 33     | 13e        |
| 2013   | European Le Mans Series - LMP2                 | Race Performance                       | 4       | 0         | 0     | 0      | 1       | 40     | 9e         |
| 2013   | 24 Hours of Le Mans - LMP2                     | Race Performance                       | 1       | 0         | 0     | 0      | 0       | N/A    | 9e         |
| 2014   | GP3 Series                                     | Arden International                    | 18      | 2         | 0     | 2      | 2       | 62     | 10th       |
| 2014   | European Le Mans Series - LMP2                 | Race Performance                       | 1       | 0         | 0     | 0      | 0       | 12     | 20th       |
| 2015   | GP2 Series                                     | Daiko Team Lazarus                     | 2       | 0         | 0     | 0      | 0       | 0      | 34th       |
| 2016   | ADAC GT Masters                                | ADAC NSA / Attempto Racing             | 6       | 0         | 0     | 0      | 0       | 0      | NC         |
| 2016   | Blancpain GT Series Sprint Cup                 | Attempto Racing                        | 7       | 0         | 0     | 0      | 0       | 1      | 31st       |
| 2016   | Blancpain GT Series Endurance Cup              | Attempto Racing                        | 5       | 0         | 0     | 0      | 0       | 2      | 46th       |
| 2017   | ADAC GT Masters                                | Aust Motorsport                        | 14      | 0         | 0     | 1      | 0       | 34     | 21st       |
| 2018   | Blancpain GT Series Asia                       | GruppeM Racing Team                    | 12      | 3         | 2     | 1      | 4       | 123    | 3rd        |
| 2018   | Blancpain GT Series Asia - Silver Cup          | GruppeM Racing Team                    | 12      | 3         | 2     | 1      | 6       | 142    | 4e         |
| 2018   | Blancpain GT Series Endurance Cup              | Reiter Young Stars                     | 4       | 0         | 0     | 0      | 0       | 0      | NC         |
| 2018   | Blancpain GT Series Endurance Cup - Silver Cup | Reiter Young Stars                     | 4       | 0         | 0     | 0      | 1       | 36     | 11e        |
| 2018   | GT4 Central European Cup - Pro-Am              | K Racing - Reiter                      | 2       | 1         | 1     | 1      | 2       | 50     | 11e        |
| 2019   | ADAC GT Masters                                | HCB-Rutronik Racing                    | 14      | 3         | 3     | 1      | 7       | 205    | 1er        |
| 2019   | GT4 European Series - Silver                   | True Racing                            | 12      | 1         | 0     | 2      | 4       | 121    | 5th        |
| 2019   | Blancpain GT World Challenge Asia              | Solite Indigo Racing                   | 2       | 0         | 0     | 0      | 0       | 8      | 35th       |
| 2019   | Blancpain GT World Challenge Asia - Silver Cup | Solite Indigo Racing                   | 2       | 0         | 0     | 0      | 0       | 18     | 17e        |
| 2019   | FIA Motorsport Games GT Cup                    | Team Switzerland                       | 1       | 0         | 0     | 0      | 0       | N/A    | 17e        |
| 2020   | ADAC GT Masters                                | Rutronik Racing                        | 13      | 1         | 0     | 1      | 4       | 160    | 4e         |
| 2020   | International GT Open                          | Reiter Engineering                     | 2       | 0         | 0     | 0      | 0       | 0      | NC†        |
| 2020   | GT World Challenge Europe Endurance Cup        | Audi Sport Team Attempto Racing        | 1       | 0         | 0     | 0      | 1       | 23     | 14th       |
| 2020   | Intercontinental GT Challenge                  | Audi Sport Team Attempto Racing        | 1       | 0         | 0     | 0      | 1       | 28     | 8th        |
| 2020   | Intercontinental GT Challenge                  | Audi Sport Team Car Collection         | 1       | 0         | 0     | 0      | 0       | 28     | 8th        |
| 2020   | 24 Heures du Nürburgring - SP9                 | Car Collection Motorsport              | 1       | 0         | 0     | 0      | 0       | N/A    | 15th       |
| 2021   | ADAC GT Masters                                | Phoenix Racing                         | 13      | 0         | 0     | 0      | 0       | 54     | 18th       |
| 2021   | GT World Challenge Europe Endurance Cup        | Audi Sport Team Saintéloc Racing       | 1       | 0         | 0     | 0      | 0       | 8      | 24th       |
| 2021   | Intercontinental GT Challenge                  | Audi Sport Team Saintéloc Racing       | 3       | 1         | 0     | 0      | 2       | 50     | 2e         |
| 2021   | 24 Heures du Nürburgring - SP9                 | Lionspeed by Car Collection Motorsport | 1       | 0         | 0     | 0      | 0       | N/A    | 20th       |
| 2021   | 24H GT Series - P4                             | Car Collection Motorsport              | 1       | 0         | 0     | 0      | 0       | 0      | NC†        |
| 2022   | ADAC GT Masters                                | Rutronik Racing                        | 14      | 0         | 1     | 0      | 1       | 104    | 14th       |
| 2022   | GT World Challenge Europe Sprint Cup           | Saintéloc Racing                       | 9       | 0         | 0     | 0      | 2       | 49.5   | 6e         |
| 2022   | GT World Challenge Europe Endurance Cup        | Saintéloc Racing                       | 5       | 1         | 0     | 0      | 1       | 33     | 13e        |
| 2022   | Intercontinental GT Challenge                  | Audi Sport Team Saintéloc              |         |           |       |        |         |        |            |
| 2022   | 24 Heures du Nürburgring - SP9                 | Audi Sport Team Car Collection         | 1       | 0         | 0     | 0      | 0       | N/A    | 4e         |
| 2023   | Deutsche Tourenwagen Masters                   | Tresor Orange1                         | 16      | 0         | 0     | 0      | 0       | 23     | 23rd       |
| 2023   | GT World Challenge Europe Sprint Cup           | Saintéloc Junior Team                  | 10      | 0         | 0     | 0      | 1       | 13     | 10th       |
| 2023   | GT World Challenge Europe Endurance Cup        | Saintéloc Junior Team                  | 5       | 0         | 0     | 0      | 0       | 41     | 6e         |
| 2023   | 24 Heures du Nürburgring - SP9                 | Audi Sport Team Land                   | 1       | 0         | 0     | 0      | 0       | N/A    | 6e         |
| 2024   | GT World Challenge Europe Endurance Cup        | Rutronik Racing                        |         |           |       |        |         |        |            |
| 2024   | GT World Challenge Europe Sprint Cup           | Rutronik Racing                        |         |           |       |        |         |        |            |